# Norteños
I Norteños è un nome per definire le diverse bande di strada che operano in California settentrionale negli Stati Uniti che fanno parte dell'organizzazione criminale messicana Nuestra Familia e a cui pagano una tassa 
I loro rivali sono i Sureños della California Meridionale La linea di confine nord-sud in tutto lo stato tra Norteños e Sureños è stata approssimativamente accettata nelle comunità rurali di Delano e Bakersfield, California..
I membri sono principalmente Messicano-statunitensi ma ci sono anche membri latinoamericani (per lo più salvadoregni) e alcuni afroamericani e pochi membri "caucasici".

## Storia
Nel 1968, i detenuti americani messicani del sistema carcerario dello stato della California si separarono in due gruppi rivali, i Norteños (settentrionali) e i Sureños (meridionali), in base alle località della loro città natale. I norteños, affiliati alla Nuestra Familia, erano nemici della prigione dei latini del sud, che sono composti da membri e affiliati di La Eme, meglio conosciuta come mafia messicana  Mentre La Eme era stata inizialmente creata per proteggere i messicani in prigione, vi era un livello percepito di abuso da parte dei membri di La Eme nei confronti dei latini imprigionati dalle zone agricole rurali della California settentrionale. La scintilla che ha portato alla guerra in corso tra Norteños e membri della mafia messicana ha comportato una situazione in cui un La Eme avrebbe rubato un paio di scarpe da un nordista. Questo evento ha messo in moto la più lunga guerra di bande nello stato della California e la fondazione della Nuestra Familia.

## Cultura
I Norteños usano il numero 14 che rappresenta la quattordicesima lettera dell'alfabeto inglese, la lettera N, per pagare fedeltà a Nuestra Familia. Talvolta è scritto in numeri romani come XIV, o un ibrido di numeri romani e arabi, X4. Gli emblemi e gli abiti Norteño si basano sul colore rosso e talvolta nero. Un tipico abito Norteño viene "fiammato" tra cui una cintura rossa, scarpe rosse e lacci rossi. Favoriranno anche l'abbigliamento sportivo delle squadre che mostra la loro affiliazione attraverso simbolismi come il Nebraska Cornhuskers, UNLV Rebels e San Francisco 49ers. Alcuni Norteños si tatueranno con quattro punti. Un Norteño si riferisce in modo dispregiativo a un Sureño come uno "scarto" (scrapa ispanico) o "Sur rat" (ratto sud). Norteños rivendica anche immagini del movimento operaio messicano-americano, come il sombrero, il machete e il logo della United Farm Workers che è un'aquila azteca nera stilizzata.

## Posizione
I Norteños hanno sede nella città di Salinas, in California e in gran parte della California del Nord. Sono presenti anche in molti altri stati con una presenza particolarmente forte nello stato orientale di Washington (definito nella Contea di Yakima) e nell'Oregon nel sud (Contea di Medford e Jackson).

## Attività criminali
I norteños hanno trafficato droghe attraverso il confine messicano. I loro membri riceventi includono altri Norteños e alcuni messicani.
Il 9 gennaio 2005, a Ceres, in California, nella contea di Stanislaus, l'agente Sam Ryno è stato il primo a rispondere alla chiamata di un uomo con una pistola di fronte a George's Liquors. Andres Raya, un marine degli Stati Uniti in licenza dopo aver prestato servizio in Iraq, fu armato con un fucile SKS e aprì il fuoco sugli ufficiali, colpendo l'agente Ryno e uccidendo il sergente Stevenson. Raya è stato colpito a morte qualche tempo dopo aver aperto il fuoco contro i membri del team SWAT.
I funzionari delle forze dell'ordine hanno affermato che Raya era stato coinvolto in bande per anni prima che si arruolasse per il servizio militare. Le autorità di Modesto hanno scoperto informazioni durante le indagini sulla sparatoria che mostrano che Raya era un membro della banda Norteño che non era coinvolto in combattimenti durante il suo giro di servizio in Iraq. Uno sforzo cooperativo tra le forze dell'ordine locali, le agenzie federali e militari ha rivelato una grande quantità di informazioni su Raya in breve tempo. 

### Operazione Black Widow
Le forze dell'ordine federali, da tempo incapaci di infiltrarsi nel gruppo, iniziarono a intensificare le loro indagini alla fine degli anni '90. Nel 2000 e nel 2001, 22 membri sono stati incriminati per accuse di Racketeer Influenced and Corrupt Organizations Act (RICO), inclusi alcuni che presumibilmente servivano da capi di alto rango mentre erano confinati nella prigione statale di Pelican Bay, nel nord della California. Tredici degli imputati si sono dichiarati colpevoli; gli altri casi sono ancora in corso. Due degli imputati subiscono la pena di morte per aver ordinato omicidi legati al traffico di droga. La più grande delle indagini federali fu l'Operazione Black Widow. In seguito all'operazione Black Widow, i cinque leader più alti dei Norteños furono trasferiti in un carcere federale di massima sicurezza a Florence, in Colorado.